# Florian Mussner

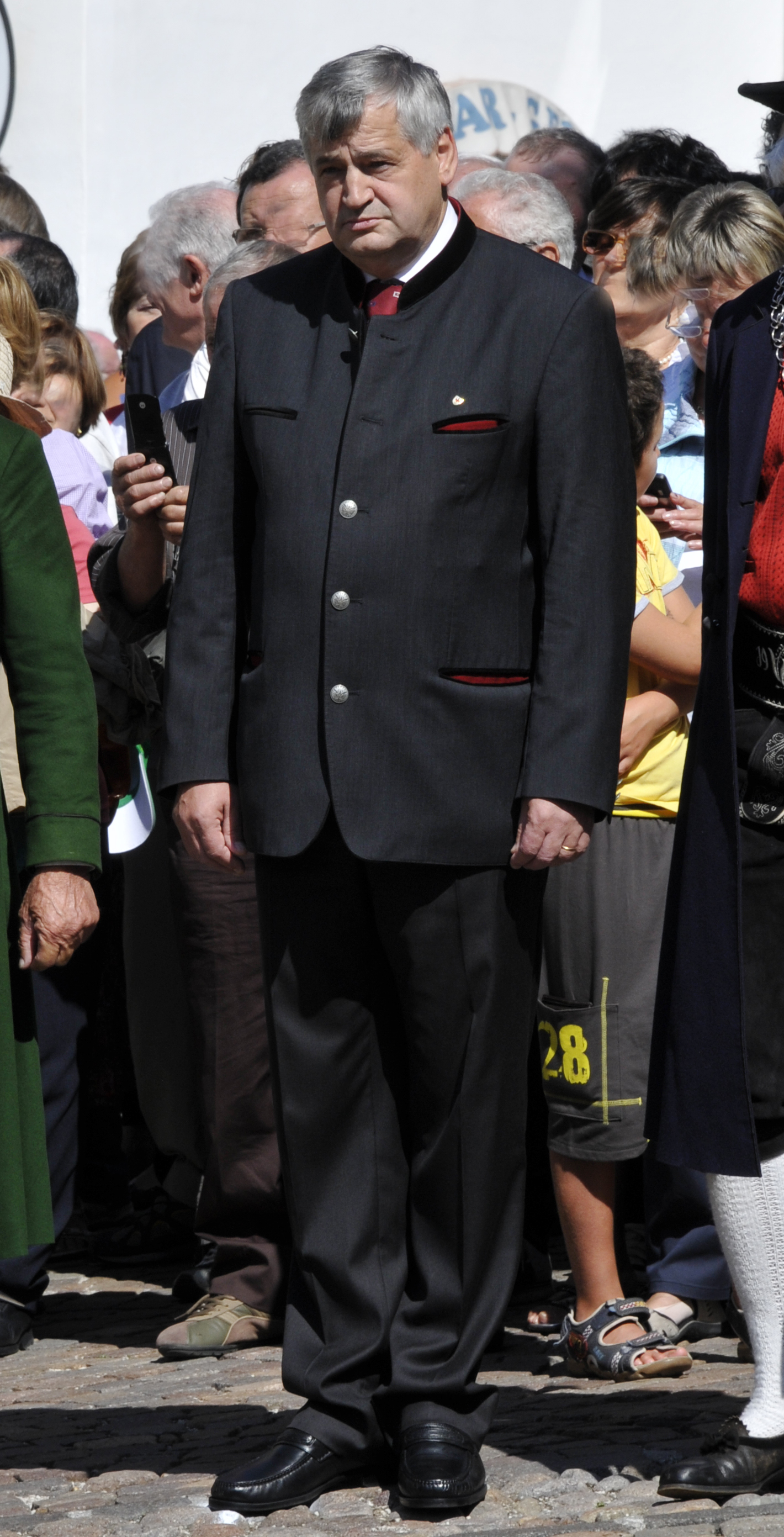
Florian Mussner

Florian Mussner (* 22. Juli 1951 in Wolkenstein, Gröden) ist ein ladinischer Politiker der Südtiroler Volkspartei.

## Biographie
Mussner studierte an der Universität Trient und in Mailand Politikwissenschaften (laurea in scienze politiche) und war anschließend beruflich als leitender Bankangestellter (Direktor der Raiffeisenkasse Wolkenstein) tätig, bis er im Dezember 2001 als ladinischer Landesrat in die Südtiroler Landesregierung berufen wurde (Kabinett Durnwalder III). Bei den Wahlen 2003 konnte er ein Mandat für den Landtag erringen und damit gleichzeitig für den Regionalrat Trentino-Südtirol. In der folgenden Legislaturperiode diente er im Kabinett Durnwalder IV als Landesrat für öffentliche Bauten, ladinische Schule und ladinische Kultur. Auf regionaler Ebene fungierte er in den Jahren 2003–2004 und 2006–2008 als Vizepräsident des Regionalrats, dazwischen war er als Assessor für Sprachminderheiten Mitglied der Regionalregierung Trentino-Südtirol.
Bei den Landtagswahlen 2008 wurde Mussner mit 22.833 Vorzugsstimmen erneut gewählt.  In der neuen Landesregierung (Kabinett Durnwalder V) bekam er zusätzlich das Ressort Vermögensverwaltung übertragen, nach dem Rücktritt Michl Laimers 2012 war er zudem für die Landesumweltagentur und die Energiepolitik zuständig. Von Februar 2009 bis Juni 2011 war Mussner außerdem Regionalassessor für Sprachminderheiten, anschließend übernahm er bis zum Ende der Legislaturperiode das Amt des Regionalratsvizepräsidenten
Bei den Landtagswahlen 2013 konnte Mussner mit 13.921 Vorzugsstimmen sein Mandat verteidigen. Im Anfang 2014 vereidigten Kabinett Kompatscher I übernahm er die Ressorts ladinische Bildung und Kultur, Vermögen, Bauerhaltung, Straßendienst, Mobilität, Museen und Denkmalpflege. Zudem hatte er von 2014 bis 2018 zum vierten Mal die Vizepräsidentschaft des Regionalrats inne.
Im Vorfeld der Landtagswahlen 2018 verzichtete Mussner auf eine erneute Kandidatur und schied in der Folge aus der aktiven Politik aus.